# Na polach Flandrii
Na polach Flandrii (niderl. In Vlaamse velden) – belgijski 10-odcinkowy serial telewizyjny w reżyserii Jana Matthysa wyemitowany w 2014 roku przez flamandzką stację Één.

## Fabuła
Serial opowiada historię flamandzkiej inteligenckiej rodziny Boesman z Gandawy na tle wydarzeń I wojny światowej. 
Główną bohaterką jest 15-letnia Marie (Lize Feryn), najmłodsza z dzieci Boesmanów, która pragnie zostać lekarzem. Utrudnia jej to jednak konswerwatywny ojciec, Philippe Boesman (Wim Opbrouck), ginekolog z 20-letnim stażem, który poza praktyką lekarską prowadzi także działalność naukowo-społeczną, dążąc do utworzenia flamandzkojęzycznego uniwersytetu w Gandawie. Virginie Boesman (Barbara Sarafian) jest wzorową panią domu, żoną i matką, starającą się zachować rodzinę w całości i zgodzie mimo dzielących ich różnic, lecz wojna szybko rozdziela krewnych. Najstarszy syn Boesmanów, Vincent (Matthieu Sys), jeszcze przed niemieckim atakiem zgłasza się na ochotnika do armii belgijskiej i walczy przez całą wojnę z wyróżnieniem, szybko awansując w wojskowej hierarchii. Natomiast młodszy z braci, Guillaume (Wietse Tanghe), jest typem cwaniaka, który na różne sposoby stara się uniknąć służby, wyłącznie z nieudaną próbą dezercji. Po odbyciu szkolenia w karnej kompanii zostaje wysłany na front, lecz szybko udaje mu się nawiązać współpracę z wpływowymi oficerami, dzięki czemu zostaje współprowadzącym wojskowy dom publiczny i skutecznie unika obecności w okopach.
Po zajęciu Gandawy przez Niemców w domu państwa Boesman zakwaterowuje się niemiecki oficer Gerolf Hoffman (Jobst Schnibbe) ze swoim adiutantem sierżantem Hansem-Peterem Breitlingerem (Sven Mattke). Marie szybko zdobywa wiedzę medyczną, opiekując się walońskimi uchodźcami przybywającymi do miasta, angażuje się także w działalność ruchu oporu. Jednocześnie pomiędzy nią a sierżantem Breitlingerem nawiązuje się romantyczne uczucie. Kiedy Niemcy odkrywają komórkę belgijskiego podziemia, Marie decyduje się na ucieczkę do neutralnej Holandii. W noc przed podróżą dochodzi do jej zbliżenia z Hansem-Peterem. Po przedostaniu się do Holandii pod elektrycznym drutem Marie orientuje się, że jest w ciąży. Decyduje się na samodzielne dokonanie aborcji, którą ledwo przeżywa. Po tych wydarzeniach dostaje się statkiem do Anglii, gdzie wstępuje do szkoły pielęgniarek, po której ukończeniu zostaje wysłana do szpitala polowego na ostatnim skrawku terytorium Belgii utrzymywanym przez wojska belgijskie. W tym czasie doktor Boesman próbuje w porozumieniu z niemieckimi władzami okupacyjnymi utworzyć uniwersytet flamandzki w Gandawie, co ściąga na niego oskarżenia o kolaborację, a jego gabinet lekarski doprowadza do ruiny. Małżeństwo Boesmanów popada w długi i finansowe uzależnienie od mieszkającego u nich oficera, którego zachowanie po śmierci syna na froncie staje się coraz bardziej uciążliwe.
Doktor Boesman z rozpaczy popełnia samobójstwo przez przedawkowanie leków. Sierżant Breitlinger zostaje zaś wkrótce skierowany na front, wskutek czego Virginie zostaje w domu sama z niemieckim oficerem. Guillaume po stanięciu w obronie napastowanej przez oficera prostytutki również zostaje oddelegowany do strefy walk, gdzie traci nogę. W szpitalu spotyka po latach swoją siostrę. Vincent, skierowany na kurs oficerski do Francji, odwiedza dziewczynę, z którą korespondował na froncie i po odkryciu, że ta jest mężatką, dopuszcza się na niej brutalnego gwałtu. Niedługo po awansie na podporucznika zostaje aresztowany i postawiony przed sądem wojskowym. Marie ratuje brata od wyroku śmierci, oddając się walońskiemu oficerowi, który ma kluczowy głos w jego sprawie. W tym czasie w domu Boesmanów Virginie w przypływie szału zabija Hoffmana drewnianym krucyfiksem i zakopuje jego ciało w przydomowym ogródku. Podczas ostatecznej jesiennej ofensywy 1918 roku Vincent niszczy stanowisko niemieckiego karabinu maszynowego, umożliwiając kolegom zdobycie nieprzyjacielskich okopów, przy czym zostaje poważnie ranny i z wyrzutów sumienia odbiera sobie życie, wysadzając się granatem. Guillaume, po hospitalizacji skierowany do pracy w wojskowej administracji, pisze do swojej matki list zawiadamiający o śmierci brata. Marie po rozmowach z niemieckimi jeńcami udaje się na pobojowisko, gdzie znajduje postrzelonego sierżanta Breitlingera i w ostatniej scenie ciągnie go na swoim płaszczu, próbując przenieść ukochanego w bezpieczne miejsce.

## Obsada
Źródło:
- Lize Feryn – Marie Boesman
- Wietse Tanghe – Guillaume Boesman
- Mattieu Sys – Vincent Boesman
- Barbara Sarafian – Virgine Boesman
- Wim Opbrouck – Philippe Boesman
- Sven Mattke – Hans-Peter Breitlinger
- Jobst Schnibbe – Gerolf Hoffman
- Joren Seldeslachts – Ludovic Snyders
- Jonas Van Geel – Leon Smets
- Jonas Vermeulen – Kleine Jos
- Rilke Eyckermans – Godelieve
- Hilde Heijnen – Jacoba Vos
- Marc Van Eeghem – Verbeke
- Viv Van Dingenen – Mathilde
- Willy Thomas – De Vreese
- Ben Van den Heuvel – Fonske
- Tine Embrechts – Juffrouw Blommaert
- Dayo Clinckspoor – Gerard

## Produkcja
Casting do serialu rozpoczął się w listopadzie 2011 roku, przy czym szczególny kładziono nacisk na udział w produkcji młodych aktorów, w tym dzieci. Według twórców jest to ważne dla dotarcia z produkcją do młodszych pokoleń, które wciąż mają zbyt małą wiedzę na temat historii Belgii podczas wojny. Premiera serialu została zaplanowana jako jedno z wydarzeń upamiętniających 100. rocznicę wybuchu I wojny światowej w 2014 roku.
Produkcja serialu została sfinansowana przez telewizję Één i prowincję Flandria Zachodnia.
Zdjęcia realizowano od 20 sierpnia do 30 listopada 2012 roku oraz od połowy marca do połowy czerwca 2013 roku. Większa część zdjęć została zrealizowana w regionie Westhoek na zachodzie Belgii. Scenariusz do serialu napisali Carl Joos, Charles De Weerdt i Geert Vermeulen na podstawie opowiadania Marka De Geesta.
Tytuł serialu nawiązuje do wiersza pt. In Flanders Fields autorstwa kanadyjskiego poety, lekarza i żołnierza Johna McCrae.